# ایستگاه سن کلر وست
ایستگاه سن کلر وست (انگلیسی: St. Clair West station) یک ایستگاه متروی زیرزمینی در خط یک یانگ–یونیورسیتی متروی تورنتو است.